# Egg (Band)
Egg war eine von 1968 bis 1974 bestehende britische Canterbury-Band, die rein geografisch gesehen jedoch nichts mit der Gegend um Canterbury zu tun hat. Ihre Musik ist eine Kombination aus Progressive Rock mit Elementen von Psychedelic Rock, Avantgarde und klassischer Musik. Die Band ist nicht zu verwechseln mit The Egg, wenngleich der ursprüngliche Name der Band tatsächlich so lautete.

## Geschichte

### Von Uriel zu Egg
Begonnen als Schul-Blues-Band in der City of London School trat die Urbesetzung von Egg Anfang 1968 unter dem Namen Uriel in einem Jugendclub in Sheen, Surrey, im Mai und Juni 1968 dann in London und Woodford auf: Dave Stewart (Orgel/Keyboards), Mont Campbell (Gesang und Bassgitarre), Clive Brooks (Schlagzeug) sowie Steve Hillage (Gitarre). In dieser Besetzung spielten sie ursprünglich Coverversionen von Cream, Jimi Hendrix, John Mayall & the Bluesbreakers, The Nice u. a. Für Fairport Convention und The Crazy World of Arthur Brown traten sie damit im Vorprogramm auf.
Nach der Aufnahme der ersten Demos (Saturn (The Bringer Of Old Age), Bogey Man) im Juli 1968 verließ Gitarrist Steve Hillage die Band im August desselben Jahres, um zunächst sein Abitur zu machen und anschließend ein Philosophie-Studium an der Universität von Kent in Canterbury zu beginnen. Im November 1968 nahmen sie als Uriel-Trio weitere Demos mit eigenen Songs auf, die jedoch erst 2007 auf dem Album Arzachel by Uriel als Bonustracks veröffentlicht wurden. 1969 entschloss sich die Band nicht mehr nur Coverversionen zu spielen, sondern mehr und mehr eigenes Material zu komponieren. Als Komponisten taten sich besonders Dave Stewart und Mont Campbell hervor, der vor allem durch seine Texte, die einen ausgeprägten britischen Sinn für Humor zeigten, auffiel. Allerdings spielten sie weiterhin im Vorprogramm von z. B. Soft Machine oder Family.
Ab Dezember 1968 trat Uriel regelmäßig im psychedelischen Club Middle Earth in London auf, meist als Support für bekannte Bands wie Captain Beefheart oder Love Sculpture. Die beiden Geschäftsführer des Clubs waren von Uriels Musik begeistert und wollten die Gruppe zukünftig unterstützen und eigene Band-Produktionen auf einem neu zu schaffenden Plattenlabel veröffentlichen, allerdings nur unter einer Bedingung:

„The “managers” of Middle Earth, two semi-likeable chaps called Dave and Paul, started an agency and offered to manage us. One condition: we had to change our name. "Uriel’ was too weird and, get this, apparently sounded too much like „URINAL“!!! And so, Egg was born. We hated the name, but it was popular with typesetters.
Die „Manager“ von Middle Earth, zwei halbwegs sympathische Kerle namens Dave und Paul, gründeten eine Agentur und boten uns an, uns zu managen. Eine Bedingung: Wir mussten unseren Namen ändern. „Uriel“ war zu seltsam und, hört euch das an, klang anscheinend zu sehr nach „URINAL“!!! Und so wurde Egg geboren. Wir hassten den Namen, aber er war bei den Schriftsetzern beliebt.“

Schmackhaft gemacht wurde die Namensänderung mit einer Aufstockung des Bühnenequiments, einer neuen Hammond-Orgel für Dave Stewart sowie zahlreichen weiteren Auftritten.
Zunächst änderte Uriel im Januar 1969 den Namen in The Egg, was bereits wenig später zu Egg gekürzt wurde. Unter diesem Namen erschien im August 1969 die Debütsingle Seven Is A Jolly Good Time / You Are All Princes auf dem Label Nova, einem Tochterunternehmen von Decca Records. Zuvor hatte die Band im Mai 1969 noch einen Plattenvertrag bei Decca unterzeichnet, da das Middle Earth-Management es nicht fertig brachte, ein eigenes Label auf die Beine zu stellen.

### Arzachel Intermezzo
Kurze Zeit nach Unterzeichnung des Plattenvertrages bei Decca unterbreitete der Eigentümer von Zackariya Enterprises, Mohamed Zackariya, Dave Stewart das Angebot, eine LP mit zu dieser Zeit sehr gefragter psychedelischer Musik aufzunehmen. Weil jedoch Egg vertraglich an Decca gebunden war, entschied sich die Gruppe, unter dem Namen Arzachel wieder zusammen mit Steve Hillage an der Gitarre – also in der ursprünglichen Uriel-Besetzung – dem Angebot nachzukommen. Im Juni 1969 wurde das Album Arzachel unter dem gleichnamigen Bandnamen an einem einzigen Tag in einer einzigen Session aufgenommen, die Veröffentlichung erfolgte im Herbst 1969 auf dem Londoner Underground-Label Evolution. Damit es zu keiner Verwechslung mit dem kommenden Nova/Decca-Material unter dem Namen Egg kommen konnte, legten sich die Musiker Alter Egos zu, welche sie mit eigens ausgedachten Biographien unterlegten: Aus Mont Campbell wurde Njerogi Gategaka, aus Clive Brooks Basil Dowling, Steve Hillage wurde zu Simeon Sasparella und Dave Stewart zu Sam Lee-Uff. Eigentlich sollten diese Pseudonyme zunächst geheim bleiben, jedoch hatte ein Freund der Band dem Melody Maker davon erzählt und damit das Geheimnis vorzeitig gelüftet. Das Album wurde 2007 als Arzachel (Collectors Edition) by Uriel wiederveröffentlicht. Diese offizielle Band-Veröffentlichung enthielt eine neu gemasterte Version des Originalalbums sowie vier unveröffentlichte Uriel-Studio-Demos aus der Anfangszeit.
Nach Aussage von Mont Campbell wurden von Arzachel nur rund 1000 Exemplare gepresst, so dass das Originalalbum inzwischen zu einem begehrten Sammlerobjekt geworden ist.

“A friend of Bill Jellet’s blabbed to the music press that Arzachel were really Uriel, thereby undoing our elaborate attempts at subterfuge. It didn’t really matter, it was always going to come out in the end. Years later, like the Kraken rising from the deep, the album resurfaced. Now older and wiser, we thought, ‘Oh God, not that’. But despite our squeamishness about our youthful efforts, people seem to really love it, which is rather touching. Still, if a visitor from the future had materialised in Denmark Street while we were recording and informed us that in the 21st century copies would be changing hands for £600, we’d have thought they were completely demented. Six hundred pounds? You could buy a row of terraced houses in Grimsby for that in 1969.”

„Ein Freund von Bill Jellet verriet der Musikpresse, dass Arzachel in Wirklichkeit Uriel waren, und machte damit unsere aufwändigen Täuschungsversuche zunichte. Es spielte keine Rolle, es wäre am Ende immer herausgekommen. Jahre später tauchte das Album wieder auf, wie der Krake, der aus der Tiefe auftaucht. Jetzt, wo wir älter und weiser sind, denken wir: „Oh Gott, nicht das“. Aber trotz unserer Zimperlichkeit gegenüber unseren jugendlichen Bemühungen scheinen die Leute es wirklich zu lieben, was ziemlich rührend ist. Hätte sich jedoch ein Besucher aus der Zukunft während der Aufnahmen in der Denmark Street materialisiert und uns mitgeteilt, dass im 21. Jahrhundert Exemplare für 600 Pfund den Besitzer wechseln würden, hätten wir ihn für völlig verrückt gehalten. Sechshundert Pfund? Dafür konnte man 1969 eine Reihe von Reihenhäusern in Grimsby kaufen.“

### Produktionen als Egg
Im März 1970 erschien das erste eigentliche Egg-Album Egg auf dem Decca Unterlabel Nova, welches neben eigenen Songs auch Adaptionen von klassischen Kompositionen von J. S. Bach (Toccata und Fuge d-Moll, in Fugue In D Minor), Edvard Grieg (In der Halle des Bergkönigs, in Symphony No. 2 - Movement 1), Igor Strawinsky (Cercles Mystérieux Des Adolescentes aus Sacre du Printemps, in Symphony No. 2 - Movement 3) und Gustav Holst (Neptun aus Die Planeten, in Symphony No. 2 - Movement 3) enthielt. Tontechniker war Roy Thomas Baker, der später als Produzent von Queen’s Bohemian Rhapsody berühmt werden sollte. Kurze Zeit nach der Veröffentlichung wurde das Album aus den Läden genommen und eine neue Fassung herausgebracht, auf der Movement 3 nicht mehr enthalten war.

„Movement 3 is taken from the "Danse des Adolescents" from Stravinsky's "Rite of Spring". The repeated chord effect is used on stage, continuing for several minutes, but this would obviously not have worked on record.
Der 3. Satz ist dem "Danse des Adolescents" [„Cercles Mystérieux Des Adolescentes“, Anm. d. Verf.] aus Strawinskys "Rite of Spring" [„Le sacre du printemps“, Anm. d. Verf.] entnommen. Der Effekt der Akkordwiederholung wird auf der Bühne verwendet und dauert mehrere Minuten an, aber das hätte auf der Platte offensichtlich nicht funktioniert.“

Auf einer weiteren Nachpressung im gleichen Jahr fehlte der Titel ebenfalls, allerdings mit einer anderen Bemerkung:

„Movement 3 has to be omitted from this Record due to copyright difficulties.
Der 3. Satz musste aus urheberrechtlichen Gründen in dieser Aufnahme weggelassen werden.“

Mont Campbell hat in einem Interview 2011 dazu folgendes gesagt:

„Part of the music was deleted as it was a version of the "Dance of the Adolescents" from Stravinsky’s "Rite of Spring". A Decca executive heard this, recognised it and the album had to be re-pressed with a sticker over the sleeve notes. In fact this was unnecessary as Stravinsky had written the music before taking French citizenship and at that time Russia was outside the European copyright zone, so there was no copyright on the "Rite of Spring".
Ein Teil der Musik wurde gestrichen, da es sich um eine Version des Danse des Adolescents aus Strawinskys Le sacre du printemps handelte. Ein leitender Angestellter von Decca hörte dies, erkannte es und das Album musste neu gepresst werden, mit einem Aufkleber auf der Plattenhülle. Dies war eigentlich unnötig, da Strawinsky die Musik geschrieben hatte, bevor er die französische Staatsbürgerschaft annahm, und Russland zu dieser Zeit außerhalb der europäischen Urheberrechtszone lag, so dass es kein Urheberrecht auf Le sacre du printemps gab.“

2008 erschien bei Esoteric Records eine Neuauflage des Debütalbums. Da Decca die Masterbänder aufgrund der erwähnten Rechteprobleme zerstören ließ, musste man sich bei Esoteric Records mit einer noch vorhandenen Testpressung, die noch vor der Entscheidung Deccas angefertigt wurde, behelfen. Diese Testpressung wurde digitalisiert, entrauscht, entknistert und neu gemastert. Somit fand der dritte Satz aus dem Opus Symphony No. 2 wieder seinen rechtmäßigen Platz in dieser Neuauflage. Zusätzlich wurden beide Seiten der einzigen Single Seven Is A Jolly Good Time als Bonustracks mitveröffentlicht.
Dem Debütalbum war kein großer Publikumserfolg beschieden, wohl auch deshalb, weil es zusammen mit dem kompletten Nova-Katalog veröffentlicht wurde, was bedeutete, dass die Möglichkeit, einem einzelnen Album Aufmerksamkeit zu schenken, gering war. Von den Kritikern wurde es allerdings positiv aufgenommen. Obwohl Egg eine der beiden meistverkauften Nova-Veröffentlichungen war (die andere war das Debüt des Rock-Duos Clark Hutchinson), erreichte das Album nicht das breite Publikum, das es verdient hätte, und wurde innerhalb von zwei Jahren aus dem Katalog gelöscht.
Im Mai 1970 entschloss sich Decca, der Band die Chance für ein zweites Album zu geben. Kurioserweise erwähnte die Gruppe in der Oktoberausgabe des Melody Makers von 1970 dem Rezensenten Richard Williams gegenüber, „dass Decca ihr kürzlich fertig gestelltes zweites Album nicht veröffentlichen würde, weil die Band keinen Manager bzw. Agenten hatte.“ Eggs Produzent Neil Slaven konnte Decca letztendlich doch davon überzeugen, das neue Album The Polite Force im Februar 1971 zu veröffentlichen.

### Die Auflösung
Bis in die Mitte des Jahres 1972 trat Egg mit dem neuen Programm häufig auf, Decca entschied sich jedoch, die Zusammenarbeit mit der Gruppe zu beenden. Der letzte gemeinsame Auftritt von Egg fand am 9. Juli 1972 im Londoner Roundhouse statt. Dieser wurde zufälligerweise von einem Fan der Gruppe auf Band mitgeschnitten. 2007 erschienen diese Mitschnitte auf dem Album The Metronomical Society.
Zwischen dem Ende der Aufnahmen zu The Police Force und dem letzten Auftritt der Gruppe haben Stewart, Campbell und Brooks zahlreiche weitere neue Stücke geschrieben, die fast ein ganzes Album hätten füllen können. Einige von ihnen wurden auch schon live präsentiert.
Nach der abrupten und ungewollten Bandauflösung suchten sich die Bandmitglieder neue Betätigungsfelder. Clive Brooks übernahm die freigewordene Stelle des Schlagzeugers bei The Groundhogs, die Egg bereits im Dezember 1971 auf einer Tournee begleitet hatte, Mont Campbell zog sich eine Weile aus der Musikszene zurück. Dave Stewart war zunächst Gast in Steve Hillages neuer Band Khan, bevor er sich Hatfield and the North, einer beliebten Canterbury Band, anschloss. Da diese Gruppe bei Virgin unter Vertrag stand, konnte Stewart das Label überzeugen, Eggs bisher unveröffentlichtes Material aufzunehmen. Egg reformierte sich, einschließlich Steve Hillage, um das dritte Album The Civil Surface einzuspielen. Im Dezember 1974 erschien schließlich auf dem Virgin-Ableger Caroline Records „ein klangvoller Nachruf“:

„It was a rare example of the music business doing something which was actually beneficial to the band. There’s one tune in particular, ‚Enneagram‘, that was arguably our best ever composition, and it would have been a crime not to have a decent recording of that. That was mainly written by Mont. And Steve played on ‚Wring Out The Ground‘, so it was all really good.
Es war ein seltenes Beispiel dafür, dass die Musikbranche etwas tat, was der Band tatsächlich zugute kam. Es gibt vor allem ein Stück, ‚Enneagram‘, das wohl unsere beste Komposition überhaupt war, und es wäre ein Verbrechen gewesen, davon keine anständige Aufnahme zu haben. Es wurde hauptsächlich von Mont geschrieben. Und Steve hat bei ‚Wring Out The Ground‘ mitgespielt, es war also alles wirklich gut.“

## Musik
Ihre Musik ist eine Kombination aus Progressive Rock mit Elementen von Psychedelic Rock, Avantgarde und klassischer Musik. Stilistische Grenzen gibt es so gut wie keine, so gibt es auch Ausflüge in die Musique concrète, wie z. B. in den Stücken Boilk oder Blane. Genau wie bei The Nice dominiert die Orgel, gelegentlich tritt der Bass mit verzerrtem Sound als E-Gitarrenersatz in den Vordergrund (Fuzz-Bass). Im Anschluss an die Wilde Flowers gilt die Band heute mit Caravan und Soft Machine, die aus den Wilde Flowers hervorgegangen sind, als Wegbereiter des Canterbury-Sounds, der in den 1970er Jahren seine Blütezeit erlebte.

„The music on this L.P. is not dancing music, but basically music for listening to. It is harmonically and rhythmically complex, designed to be as original as possible within the confines of the instrumental line-up; so it's pretty demanding on the listener’s attention.
Die Musik auf dieser LP ist keine Tanzmusik, sondern im Grunde Musik zum Zuhören. Sie ist harmonisch und rhythmisch komplex und wurde entwickelt, um innerhalb der Grenzen der instrumentalen Besetzung so originell wie möglich zu sein; daher ist sie ziemlich anspruchsvoll für die Aufmerksamkeit des Zuhörers.“

Schon die erste und einzige Single Seven Is A Jolly Good Time vom August 1969 ist dafür ein Beleg: Mit der Zahl sieben im Titel spielt die Band im Refrain auf ihre Vorliebe für ungewöhnliche Taktstrukturen, hier des 7⁄4-Takt, an. Diese ungeraden Taktarten ziehen sich wie ein roter Faden durch die Kompositionen von Egg, wobei auch ein Wechsel dieser Taktarten innerhalb eines Stückes keine Seltenheit ist.
Neben einer Hammondorgel kommen bei Dave Stewart noch ein Mellotron und ein Tongenerator zum Einsatz. Dieser Tongenerator wurde von Bill Lachenal konstruiert, einem Enkel von Louis Lachenal, dessen Name eng mit dem Bau der Concertina verbunden ist. Mont Campbell spielte neben dem Bass auf einigen Stücken auch noch Waldhorn.

## Diskografie

### Singles
- Seven Is A Jolly Good Time / You Are All Princes (1969)

### Studioalben
- Egg (1970)
- The Polite Force (1971)
- The Civil Surface (1974)

### Archivaufnahmen
- The Metronomical Society (2007)

## Filmografie
- 2015: Romantic Warriors III: Canterbury Tales (DVD)